# Ildebrando de Hemptinne
Ildebrando (al secolo Félix) de Hemptinne (Gand, 10 giugno 1848 – Beuron, 13 agosto 1913) è stato un abate belga.
Fu il primo abate primate dei benedettini confederati.

## Biografia

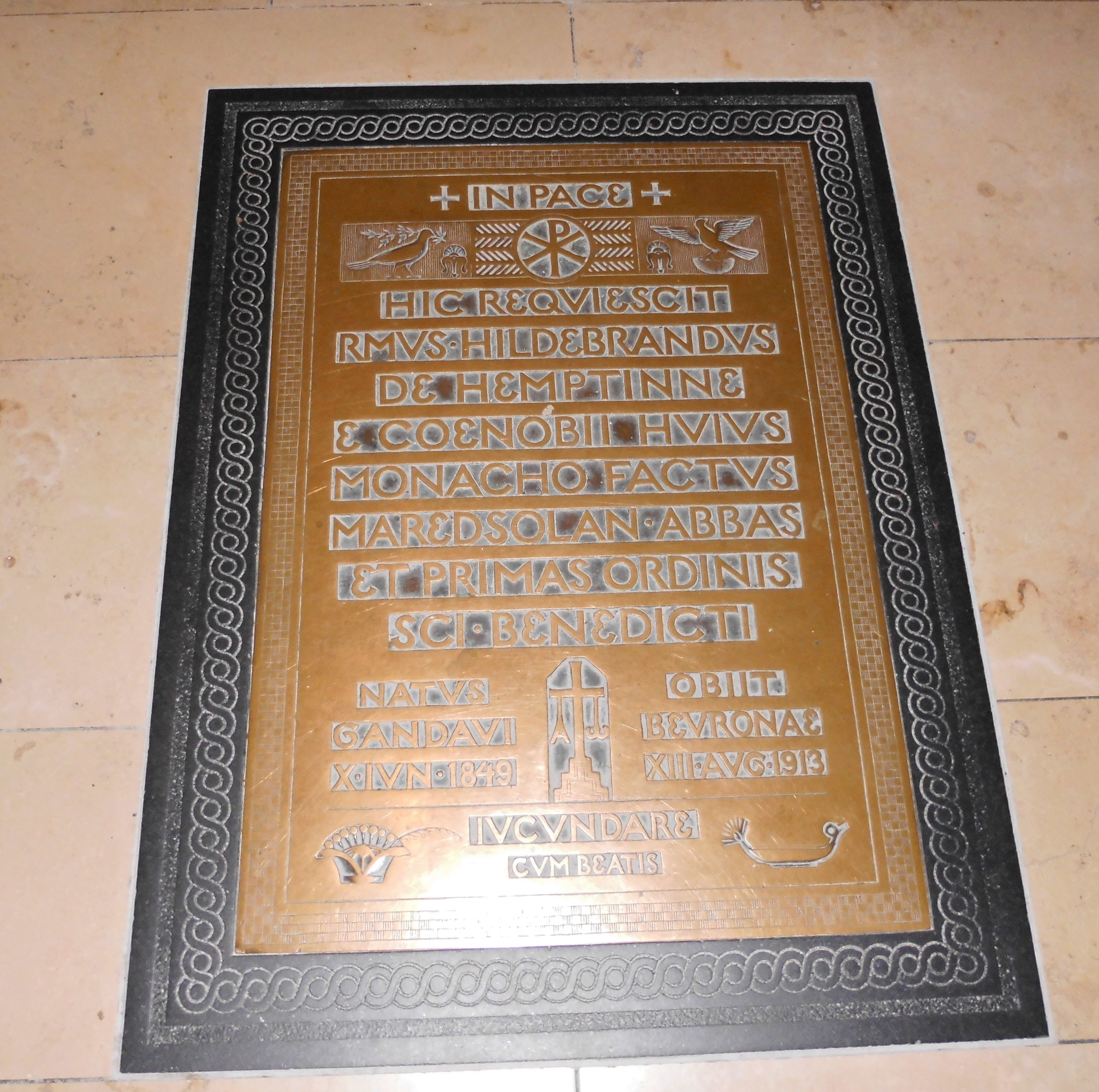
La tomba nell'abbazia di Beuron

Figlio di Joseph de Hemptinne, un industriale tessile di idee ultramontane e antiliberali, si arruolò sedicenne negli zuavi pontifici e partecipò alla difesa del potere temporale dei papi.
Il 15 agosto 1870 entrò nel noviziato dell'abbazia benedettina di Beuron e adottò il nome religioso di Ildebrando. Nel 1872 partecipò alla fondazione del monastero belga di Maredsous e, dopo il trasferimento di Placido Wolter all'abbazia di Beuron, ne venne eletto abate. Ricevette la benedizione abbaziale a Montecassino il 5 ottobre 1890.
Nel 1893 papa Leone XIII lo nominò, a vita, abate di Sant'Anselmo all'Aventino e abate primate dei benedettini confederati.
Sentendosi prossimo alla morte, nel 1913 fece nominare Fedele von Stotzingen suo coadiutore e lasciò Roma per l'arciabbazia di Beuron, dove morì tre mesi dopo.